# Regional- und Kommunalwahlen in Spanien 2015
Am 24. Mai 2015 fanden in Spanien Regional- und Kommunalwahlen statt. Dabei wurden die Regionalparlamente in 13 von insgesamt 17 Autonomen Gemeinschaften Spaniens neu gewählt. Dies sind die Regionen Aragonien, Asturien, die Balearischen Inseln, Extremadura, die Kanarischen Inseln, Kantabrien, Kastilien-La Mancha, Kastilien und León, La Rioja, Madrid, Murcia, Navarra und Valencia.
In den übrigen vier Autonomen Gemeinschaften (Andalusien, Baskenland, Galicien und Katalonien) finden 2015 regulär keine Regionalwahlen statt, da deren vierjährige Legislaturperioden zu denen der 13 anderen Regionen zeitlich verschoben sind. Allerdings hat der katalanische Ministerpräsident Artur Mas bereits im Januar 2015 angekündigt, dass er das Regionalparlament vorzeitig auflösen und eine vorgezogene Neuwahl am 27. September 2015 stattfinden wird. Außerdem löste die andalusische Ministerpräsidentin Susana Díaz am 26. Januar 2015 wegen einer Regierungskrise das Regionalparlament vorzeitig auf, sodass es in Andalusien bereits am 22. März 2015 zu vorgezogenen Neuwahlen kam.
Gleichzeitig finden am 24. Mai 2015 in ganz Spanien (also auch in Andalusien, Galicien, Katalonien und im Baskenland sowie in den beiden autonomen Städten Ceuta und Melilla) Kommunalwahlen statt.
Die Wahlen stellten einen bedeutsamen Stimmungstest für die reguläre Wahl zum gesamtspanischen Parlament im Dezember 2015, den Cortes Generales, dar.

## Regionalwahl Andalusien (22. März 2015)
Bei der Wahl zum Regionalparlament der Autonomen Gemeinschaft Andalusien vom 22. März 2015 konnte die sozialdemokratische PSOE wieder stärkste Kraft werden, nachdem sie diese Position bei der letzten Wahl 2012 zum ersten Mal an die konservative PP verloren hatte. Die PP verlor 14 % und 17 Mandate. Die Parteien Podemos und Ciudadanos, die beide zum ersten Mal in Andalusien antraten, wurden auf Anhieb dritt- bzw. viertstärkste Kraft. Das Ergebnis dieser beiden Parteien, für die Umfragen auch einen Erfolg bei den spanischen Parlamentswahlen im Herbst prognostizieren, war mit Spannung erwartet worden. Sie verdrängten die Linkspartei IU, die 4,5 % und 7 Sitze verlor, auf die fünfte Position. Die andalusische Ministerpräsidentin Susana Díaz (PSOE) hat angekündigt, mit ihrer Partei eine Minderheitsregierung bilden zu wollen.
Das amtliche Endergebnis:
- Wahlberechtigte: 6.462.626
- Wähler: 4.042.967 (Wahlbeteiligung: 62,56 %; +1,78 % gegenüber 2012)
- gültige Stimmen: 4.001.818
- ungültige Stimmen: 41.149

| Parlamentswahl Andalusien, 22. März 2015  |           |           |        |       |       |
| Partei                                    | Stimmen   | % Stimmen | Diff.  | Sitze | Diff. |
| Partido Socialista Obrero Español (PSOE)  | 1.411.755 | 35,28     | −4,28  | 47    | ±0    |
| Partido Popular (PP)                      | 1.066.458 | 26,65     | −14,02 | 33    | −17   |
| Podemos                                   | 592.371   | 14,80     | +14,80 | 15    | +15   |
| Ciudadanos-Partido de la Ciudadanía (C's) | 369.914   | 9,24      | +9,24  | 9     | +9    |
| Izquierda Unida (IU)                      | 274.518   | 6,86      | −4,49  | 5     | −7    |
| Unión Progreso y Democracia (UPyD)        | 76.839    | 1,92      | −1,43  | 0     | ±0    |
| andere Wahlvorschläge                     | 140.159   | 3,50      |        |       |       |
| leere Stimmzettel                         | 54.717    | 1,37      | +0,46  |       |       |

## Regionalwahlen vom 24. Mai 2015

### Ergebnisse
Am 24. Mai 2015 fanden Wahlen zu den Regionalparlamenten in 13 der insgesamt 17 Autonomen Gemeinschaften Spaniens statt (Aragonien, Asturien, Balearen, Extremadura, Kanaren, Kantabrien, Kastilien-La Mancha, Kastilien-León, Madrid, Murcia, Navarra, La Rioja, Valencia).
Die "neuen" Parteien Podemos und Ciudadanos (C's) schnitten bei diesen Wahlen durchgehend gut ab. Die aus der Protestbewegung 15-M hervorgegangene und erst 2014 gegründete Linkspartei Podemos erzielte Ergebnisse zwischen 8 % (Extremadura) und 20,5 % (Aragonien) und ihr gelang der Einzug in alle der 13 gewählten Parlamente. Auf die offiziell schon seit ihrer Gründung 2006 landesweit tätige Partei Ciudadanos, die aber bis zur Europawahl 2014 nur in Katalonien von Bedeutung war, entfielen zwischen 3 % (Navarra) und 12,5 % (Murcia). Sie zog in 10 der 13 gewählten Regionalparlamente ein (alle außer Kanaren, Kastilien-La Mancha und Navarra).
Verluste hatten die beiden klassischen spanischen "Volksparteien" (die konservative PP und die sozialdemokratische PSOE) zu verzeichnen. Besonders ausgeprägt waren sie bei der PP, die bei den letzten Regionalwahlen 2011 außerordentlich gut abgeschnitten hatte. Die größten Verluste der Konservativen waren in drei Regionen zu verzeichnen, in denen sie sich jeweils seit 1995 an der Regierung befanden (Valencia: −22,36 %, Murcia: −21,40 % und Madrid: −18,63 %). Nachdem die PP 2011 noch in 8 der 13 gewählten Regionalparlamente über eine absolute Mehrheit verfügte, ist dies nach den Wahlen 2015 in keiner einzigen dieser Regionen mehr der Fall.
Wesentlich geringer fielen die Verluste der PSOE aus (größter Verlust: Aragonien mit −7,61 % im Vergleich zu 2011).
Verluste hatten außerdem auch die IU (bisher traditionell die "Partei links der PSOE") und die UPyD (die ein ganz ähnliches programmatisches Profil wie Ciudadanos aufweist) zu verzeichnen.
Die Regionalparteien haben ihre Ergebnisse gegenüber den letzten Wahlen überwiegend halten können. Besonders hervorzuheben ist das Ergebnis der Liste COMPROMÍS (gemeinsame Liste verschiedener linker Regionalparteien) in der Region Valencia, die 11 % und 13 Sitze hinzugewinnen konnte.
| Autonome Gemeinschaft | Stimmen | Sitze | Anmerkungen |
| --------------------- | --- | --- | --- |
| Aragonien             | - PP: 27,50 % (−12,19) - PSOE: 21,43 % (−7,59) - Podemos: 20,56 % (+20,56) - PAR: 6,86 % (−2,29) - C's: 9,42 % (+9,42) - CHA: 4,58 % (−3,65) - IU: 4,22 % (−1,94) - UPyD: 0,85 % (−1,46)                                                | - PP: 21 (−9) - PSOE: 18 (−4) - Podemos: 14 (+14) - PAR: 6 (−1) - C's: 5 (+5) - CHA: 2 (−2) - IU: 1 (−3) - UPyD: 0 (±0)                                      | |
| Asturien              | - PSOE: 26,48 % (−5,62) - PP: 21,59 % (+0,06) - Podemos: 19,06 % (+19,06) - IU: 11,94 % (−1,83) - FAC: 8,19 % (−16,61) - C's: 7,12 % (+7,12) - UPyD: 0,80 % (−2,94)                                                                     | - PSOE: 14 (−3) - PP: 11 (+1) - Podemos: 9 (+9) - IU: 5 (±0) - FAC: 3 (−9) - C's: 3 (+3) - UPyD: 0 (−1)                                                      | |
| Balearische Inseln    | - PP: 28,52 % (−18,16) - PSOE: 18,94 % (−5,5) - Podemos: 14,70 % (+14,70) - MÉS: 15,32 % (+5,82) - EL PI: 7,92 % (+2,16) - C's: 5,93 % (+5,73) - GxF-PSOE: 0,46 % (+0,01) - GUANYEM: 1,69 % (−0,66) - UPyD: 0,90 % (−1,18)              | - PP: 20 (−15) - PSOE: 14 (−4) - Podemos: 10 (+10) - MÉS: 9 (+4) - EL PI: 3 (+3) - C's: 2 (+2) - GxF-PSOE: 1 (±0) - GUANYEM: 0 (±0) - UPyD: 0 (±0)           | - Bei MÉS handelt es sich um eine gemeinsame Liste von PSM-Entesa Nacionalista und der grünen Partei Iniciativa Verds (IV). - Proposta per les Illes Balears (EL PI) ist eine bürgerliche Regionalpartei. 2012 entstanden als Fusion der Parteien Liga Regionalista de las Islas Baleares, Convergència per les Illes, Unió Menorquina y Es Nou Partit. Ergebnis 2015 verglichen mit dem von Liga Regionalista und Convergència per les Illes aus 2011. - GxF-PSOE: gemeinsamer Wahlvorschlag sowohl 2015 als auch 2011 der PSOE und der linken Regionalpartei Gent per Formentera (GxF) im Wahlkreis Formentera - GUANYEM: gemeinsamer Wahlvorschlag der IU und der Partei Construyendo La Izquierda-Alternativa Socialista (CLI-AS); das Ergebnis 2015 ist verglichen mit dem der IU bei den Wahlen 2011. |
| Kanarische Inseln     | - CC-PNC: 18,25 % (−6,69) - PSOE: 19,89 % (−1,09) - PP: 18,59 % (−13,35) - Podemos: 14,54 % (+14,54) - NCa: 10,23 % (+1,16) - ASG: 0,56 % (+0,56) - C's: 5,94 % (+5,94) - IU: 2,19 % (+1,44) - UPyD: 0,85 % (−0,15)                     | - CC-PNC: 18 (−3) - PSOE: 15 (±0) - PP: 12 (−9) - Podemos: 7 (+7) - NCa: 5 (+2) - ASG: 3 (+3) - C's: 0 (±0) - IU: 0 (±0) - UPyD: 0 (±0)                      | - Agrupación Socialista Gomera (ASG) ist eine Abspaltung von der PSOE auf Gomera um den ehemaligen PSOE-Senator Casimiro Cubelo. |
| Kantabrien            | - PP: 32,58 % (−13,51) - PRC: 29,89 % (+0,77) - PSOE: 14,04 % (−2,32) - Podemos: 8,89 % (+8,89) - C's: 6,94 % (+6,94) - IU: 2,54 % (−0,78) - UPyD: 0,73 % (−0,99)                                                                       | - PP: 13 (−7) - PRC: 12 (±0) - PSOE: 5 (−2) - Podemos: 3 (+3) - C's: 2 (+2) - IU: 0 (±0) - UPyD: 0 (±0)                                                      | - PRC: Regionalpartei Partido Regionalista de Cantabria - Anzahl der Mandate um vier reduziert im Vergleich zur letzten Legislaturperiode. |
| Kastilien-La Mancha   | - PP: 37,49 % (−9,99) - PSOE: 36,11 % (−6,73) - Podemos: 9,75 % (+9,75) - C's: 8,64 % (+8,64) - GANEMOS: 3,10 % (−0,67) - UPyD: 0,99 % (−0,76)                                                                                          | - PP: 16 (−9) - PSOE: 15 (−9) - Podemos: 2(+2) - C's: 0 (±0) - GANEMOS: 0 (±0) - UPyD: 0 (±0)                                                                | - Die Zahl der Abgeordneten hat sich im Vergleich zur vorigen Legislatur um 16 verringert. - GANEMOS: gemeinsame Liste von IU, der grünen Partei Los Verdes und der Partei Ganemos; das Ergebnis 2015 ist verglichen mit dem der IU bei den Wahlen 2011. |
| Kastilien und León    | - PP: 37,73 % (−13,82) - PSOE: 25,94 % (−3,74) - Podemos: 12,14 % (+12,14) - C's: 10,27 % (+10,27) - IU-EQUO: 4,15 % (−0,72) - UPL: 1,41 % (−0,45) - UPyD: 1,44 % (−1,88)                                                               | - PP: 42 (−11) - PSOE: 25 (−4) - Podemos: 10 (+10) - C's: 5 (+5) - IU-EQUO: 1 (±0) - UPL: 1 (±0) - UPyD: 0 (±0)                                              | - IU-EQUO: gemeinsame Liste von IU und der grünen Partei EQUO. - UPL: Unión del Pueblo Leonés ist eine Regionalpartei, die für die Errichtung einer eigenen Autonomen Gemeinschaft León (bestehend aus den Provinzen León, Zamora und Salamanca) eintritt. |
| Valencia              | - PP: 26,61 % (−22,00) - PSOE: 20,57 % (−7,01) - COMPROMÍS: 18,46 % (+11,39) - C's: 12,49 % (+12,49) - Podemos: 11,41 % (+11,41) - IU-ERPV-AS: 4,32 % (−1,93) - UPyD: 1,16 % (−1,28)                                                    | - PP: 31 (−24) - PSOE: 23 (−10) - COMPROMÍS: 19 (+13) - C's: 13 (+13) - Podemos: 13 (+13) - IU-ERPV-AS: 0 (−5) - UPyD: 0 (±0)                                | - COMPROMÍS: gemeinsame Liste der linken Regionalparteien Bloc Nacionalista Valencià und Iniciativa del Poble Valencià (IdPV) sowie der grünen Partei EQUO. - IU-ERPV-AS: gemeinsame Liste von IU, ERPV und der Partei Construyendo La Izquierda-Alternativa Socialista (CLI-AS); das Ergebnis 2015 ist verglichen mit dem der IU und der ERPV (zusammengerechnet) bei den Wahlen 2011. |
| Extremadura           | - PSOE-SIEX: 41,50 % (−1,99) - PP: 37,00 % (−9,21) - Podemos: 8,02 % (+8,02) - C's: 4,39 % (+4,39) - GANEMOS-IU-LV: 4,25 % (−1,32) - UPyD: 0,62 % (−0,44)                                                                               | - PSOE-SIEX: 30 (±0) - PP: 28 (−4) - Podemos: 6 (+6) - C's: 1 (+1) - GANEMOS-IU-LV: 0 (−3) - UPyD: 0 (±0)                                                    | - PSOE-SIEX: gemeinsame Liste der PSOE und der linken Regionalpartei Socialistas Independenientes de Extremadura (SIEX); das Ergebnis 2015 ist verglichen mit dem der PSOE bei der Wahl 2011, bei der SIEX gemeinsam mit IU angetreten war. - GANEMOS-IU-LV: gemeinsame Liste von IU, der grünen Partei Los Verdes und der Partei Ganemos; das Ergebnis 2015 ist verglichen mit dem der gemeinsamen Liste IU-SIEX bei den Wahlen 2011. |
| La Rioja              | - PP: 38,62 % (−13,36) - PSOE: 26,74 % (−3,59) - Podemos: 11,21 % (+11,21) - C's: 10,43 % (+10,43) - PR: 4,45 % (−0,98) - IU-EQUO: 4,16 % (+0,46) - UPyD: 1,23 % (−2,33)                                                                | - PP: 15 (−5) - PSOE: 10 (−1) - Podemos: 4 (+4) - C's: 4 (+4) - PR: 0 (−2) - IU-EQUO: 0 (±0) - UPyD: 0 (±0)                                                  | - PR: Regionalpartei Partido Riojano - IU-EQUO: gemeinsame Liste von IU und der gründen Partei EQUO; Ergebnis 2015 verglichen mit dem Ergebnis der IU bei der Wahl 2011. |
| Madrid                | - PP: 33,08 % (−18,65) - PSOE: 25,43 % (−0,84) - Podemos: 18,64 % (+18,64) - C's: 12,15 % (+11,99) - IU-LV: 4,16 % (−5,45) - UPyD: 2,04 % (−4,28)                                                                                       | - PP: 48 (−24) - PSOE: 37 (+1) - Podemos: 27 (+27) - C's: 17 (+17) - IU-LV: 0 (−13) - UPyD: 0 (−8)                                                           | - IU trat sowohl 2015 als auch schon 2011 gemeinsam mit der grünen Partei Los Verdes an. |
| Murcia                | - PP: 37,39 % (−21,40) - PSOE: 23,96 % (+0,08) - Podemos: 13,15 % (+13,15) - C's: 12,50 % (+12,50) - IU-AS: 4,81 % (−3,02) - UPyD: 1,62 % (−2,88)                                                                                       | - PP: 22 (−11) - PSOE: 13 (+2) - Podemos: 6 (+6) - C's: 4 (+4) - IU-AS: 0 (−1) - UPyD: 0 (±0)                                                                | - IU-AS: gemeinsame Liste von IU und der Partei Construyendo La Izquierda-Alternativa Socialista (CLI-AS); das Ergebnis 2015 ist verglichen mit dem der IU bei den Wahlen 2011. |
| Navarra               | - UPN: 27,44 % (−7,04) - Geroa Bai: 15,83 % (+0,42) - EH-Bildu: 14,25 % (+0,97) - Podemos: 13,67 % (+13,67) - PSOE: 13,37 (−2,48) - PP: 3,93 % (−3,36) - Izquierda-Ezkerra: 3,69 % (−2,02) - C's: 2,96 % (+2,96) - UPyD: 0,51 % (−0,17) | - UPN: 15 (−4) - Geroa Bai: 9 (+1) - EH-Bildu: 8 (+1) - Podemos: 7 (+7) - PSOE: 7 (−2) - PP: 2 (−2) - Izquierda-Ezkerra: 2 (−1) - C's: 0 (±0) - UPyD: 0 (±0) | - Unión del Pueblo Navarro (UPN) war bis zum Bruch zwischen beiden Parteien im Herbst 2008 die Schwesterpartei der PP in Navarra (ähnlich CDU/CSU in Deutschland); d. h. die PP verfügte in Navarra über keinen Regionalverband und trat dort bis 2011 auch nicht zur Wahl an. Mittlerweile besteht im gesamtspanischen Parlament wieder eine Fraktionsgemeinschaft PP/UPN. - Geroa Bai: gemeinsame Liste der baskisch-bürgerlichen EAJ-PNV und der Partei Atarrabia Taldea. Verglichen mit dem Ergebnis der Liste NaBai bei den Wahlen 2011 (gemeinsame Liste EAJ-PNV und Aralar). - EH-Bildu: 2014 schlossen sich die baskischen Linksparteien Sortu, Eusko Alkartasuna (EA), Aralar und Alternativa Eraikitzen zum Parteienverband EH-Bildu zusammen. Das Ergebnis der Wahl 2015 ist verglichen mit dem der Liste Bildu (EA und Alternativa Eraikitzen) bei der Wahl 2011. - Izquierda-Ezkerra: gemeinsame Liste der IU und der baskischen Linkspartei Batzarre. |

### Anschließende Regierungsbildungen
Im Zuge der Regierungsbildungen konnte die PSOE fünf Ministerpräsidentenposten (Extremadura, Kastilien-La Mancha, Valencia, Aragonien, Balearen) von der PP gewinnen, jeweils mit entsprechender Unterstützung von linken Regionalparteien, Podemos oder IU, die durch Regierungsbeteiligungen in Koalitionen, Ja-Stimmen oder Enthaltungen bei der Wahl des Ministerpräsidenten für die notwendigen Mehrheiten sorgten. In Asturien konnte der Amtsinhaber der PSOE sich mit den Stimmen der IU und aufgrund der Stimmenthaltung von Podemos und C's als Ministerpräsident behaupten.
Die PP konnte mit Unterstützung von C's (Ja-Stimmen oder Stimmenthaltung) die Ministerpräsidentenposten in Kastilien-León, La Rioja, Madrid und Murcia behaupten (allerdings bis auf Kastilien-León mit einem Wechsel in der Person des Amtsinhabers).
In Kantabrien führte die Stimmenthaltung von Podemos zur Wahl eines Ministerpräsidenten von der Regionalpartei PRC (der in einer Koalition mit der PSOE regiert).
In Navarra regiert jetzt eine Koalition aus Geroa-Bai, EH Bildu und IU, für die auch die Parlamentarier von Podemos stimmten.
Trotz der mit den Wahlen komplexer gewordenen Parteienlandschaft ist damit in allen Autonomen Gemeinschaften, in denen Wahlen stattfanden, eine Regierungsbildung ohne Neuwahlen gelungen. Allerdings handelt es sich fast durchgehend (bis auf die Kanaren) um Minderheitsregierungen.

## Kommunalwahlen am 24. Mai 2015
Ein ähnliches Ergebnis wie bei den Regionalwahlen ergab sich bei den Wahlen zu den Städte- und Gemeinderäten. Die Partei Podemos war bei diesen zwar nicht als solche angetreten. Allerdings traten in vielen Städten ihr nahestehende Kandidaturen, teilweise als Stadt-Parteien oder als Wahlbündnisse mit anderen Links-Gruppierungen organisiert, zu den Kommunalwahlen an (z. B. "Ahora Madrid", "Barcelona en Comú", "Zaragoza en Común"). Infolge des Wahlergebnisses kam es in den fünf größten Städten zum Wechsel im Amt des Bürgermeisters: Die Hauptstadt Madrid ging von der PP an Ahora Madrid (Bürgermeisterin: Manuela Carmena), Barcelona von der CiU an Barcelona en Comú (Bürgermeisterin: Ada Colau), Valencia von der PP an COMPROMÍS, Sevilla von der PP an die PSOE und Saragossa von der PSOE an Zaragoza en Común.